# Instituto de Odivelas
O Instituto de Odivelas (Infante D. Afonso) foi uma escola portuguesa pública de ensino não superior, tutelada pelo Exército e destinada a jovens do sexo feminino. Fundado a 14 de Janeiro de 1900 pelo irmão do rei D. Carlos I de Portugal, o Infante D. Afonso, estava sediado no Mosteiro de São Dinis (monumento nacional), em Odivelas, nos arredores de Lisboa. As suas alunas frequentavam o Instituto entre o 5.º e o 12.º anos de escolaridade em regime de internato ou externato.
Por despacho do ministro da Defesa, Ministro José Pedro Aguiar-Branco, em 2013, o Instituto de Odivelas encerrou no final do ano letivo de 2014/2015, podendo as alunas transitar para o Colégio Militar, em Lisboa. Tratando-se de uma escola com tradições, diferenciada e regularmente no topo dos rankings das escolas públicas, esta decisão teve a oposição das associações de antigos alunos e de pais e encarregados de educação de ambas as escolas.

## Ensino
O Instituto de Odivelas ministrava o 2.º Ciclo do Ensino Básico (5.º e 6.º anos de escolaridade), o 3.º Ciclo de Ensino Básico (7.º, 8.º e 9.º anos de escolaridade) e o Ensino Secundário (10.º, 11.º e 12.º anos, Cursos Científico-Humanísticos de Ciências e Tecnologias, de Ciências Socioeconómicas, de Línguas e Humanidades, de Ciências Sociais e Humanas e de Artes Visuais), seguindo as competências e os conteúdos programáticos fixados pelo Ministério da Educação e da Ciência.
O Instituto de Odivelas oferecia adicionalmente um conjunto de disciplinas que constituíam o seu “currículo interno”, como Educação para a Saúde, Puericultura, Culinária, Educação Moral e Religiosa Católica, Francês Prático, Inglês Prático e Informática; e atividades desportivas como Ginástica Rítmica Especial e de Formação, Natação de Aprendizagem, Natação Avançada, Basquetebol, Futsal, Voleibol, Equitação, Instrução Militar e Esgrima. Complementarmente, oferecia atividades artísticas de Piano, Órgão, Viola, Flauta, Coro, Clube de Teatro, Clube de Artes, bem como clubes de Matemática, Química e Latim.

## Código de Honra das alunas
As alunas do Instituto de Odivelas deviam seguir o código de honra da instituição. Código de Honra:
1. Honrar a Pátria e tudo o que a representa
2. Honrar e prestigiar o Instituto de Odivelas
3. Ter orgulho na farda
4. Amar a verdade, lealdade, amizade e partilha, dando prioridade à dignidade individual
5. Total empenho na instrução e formação física, intelectual e moral, próprias e colectivas
6. Não fraquejar perante as adversidades e ser humilde nas vitórias
7. Regular-se, em todas as circunstâncias, pela prática do bem e do bom senso
8. Ser intransigente à desonestidade e a quaisquer acções contrárias à honra e à disciplina
9. Respeitar todas as entidades para o bom funcionamento da vida colegial
10. "Ser amiga é ser irmã"[5]

## História

### Fundação e primeiros anos
A criação do Instituto de Odivelas teve inicialmente como finalidade instruir órfãs filhas de oficiais mortos em combate ou por doença, a mesma finalidade do Real Colégio Militar, fundado em 1803.
Em 1898, um grupo de oficiais do Regimento n.º 1 de Infantaria da Rainha ([[Maria Pia de Saboia|D. Maria Pia) teve “uma iniciativa sympatica [e se] lembrou da fundação de um collégio para a educação das filhas de oficiais, nos mesmos termos do collégio militar”. Também segundo a imprensa da época, “foi um capitão d’esse regimento, o senhor Alfredo António Alves, quem alvitrou a fundação de um estabelecimento, analogo ao Colegio Militar, para educação e instrucção de filhas de officiaes, o qual, alem dos indispensáveis conhecimentos litterarios, desse ás educandas uma profissão honesta e em harmonia com a profissão dos paes.” E mais adiante: “[…] foi uma commissão solicitar da rainha D. Maria Pia, e de seu filho o infante D. Affonso, o patrocínio dos seus nomes e da sua influencia para a instituição nascente”. Entretanto, iniciaram-se os trabalhos preparatórios com a formação da Comissão Executiva, presidida pelo Infante D. Afonso, com vista à elaboração das bases dos Estatutos e à organização económica da futura instituição de ensino. Em França, em 1807, tinha sido criado um colégio em Saint-Denis, próximo de Paris, a Maison d’ Éducation de La Légion d’Honneur, destinado às filhas dos oficiais franceses da Légion d’Honneur. Os estatutos do colégio francês constituíram uma das fontes para a redação dos primeiros estatutos do Instituto Infante D. Afonso, a primeira designação do Instituto de Odivelas.[carece de fontes?]
Ainda em 1898, a 4 de junho, a Rainha D. Maria Pia e o Infante D. Afonso visitaram o Mosteiro de Odivelas, edifício pedido ao Ministério da Fazenda para casa do futuro estabelecimento militar de ensino. Tal pedido acontecera dias antes, num ofício datado de 27 de maio onde o Infante D. Afonso indicava: “[…] edifício que muito convem seja o Convento de Odivellas, que magnificamente se presta aquelle fim." O Mosteiro de Odivelas tinha passado a ser património do Estado quando, por decreto de 30 de maio de 1834, foram extintas as Ordens Religiosas em Portugal. Desde 1886, com a morte da última abadessa, o mosteiro de Odivelas estava incorporado na Fazenda Nacional e encontrava-se devoluto.[carece de fontes?]
A 9 de março de 1899, o Rei D. Carlos aprovou o estatuto do estabelecimento: “Sob a protecção de Suas Magestades e Altezas é criado um colégio para instrução e educação de filhas (…) de oficiais combatentes e não combatentes da armada e dos exercitos do reyno e do ultramar, com a finalidade, (…) de dar as alunas a necessaria educação moral e religiosa, uma instrução geral e, alem disso, a instrução profissional que possa, de futuro, criar-lhes os precisos meios de subsistência.”
A 14 de janeiro de 1900, o Instituto Infante D. Affonso foi oficialmente inaugurado pelo Infante D. Afonso Henriques (1865-1920), Duque do Porto e Condestável do Reino. A cerimónia foi presidida pelo Rei D. Carlos e contou com a presença da Família Real e de altas individualidades civis e militares. O ato oficial, com a assinatura do termo de inauguração, seguido de festa e de jantar, teve lugar no casa dos condes de Moçâmedes, na Estrada da Luz, em Lisboa. Igualmente ali, na chamada Casa da Luz, funcionou provisoriamente a escola, com 17 alunas, enquanto decorreram as obras no edifício do antigo Mosteiro de Odivelas. Em novembro de 1902, o Instituto passou a funcionar nas instalações renovadas. A 6 de agosto de 1902, foi lavrado o auto de entrega do antigo convento, incluindo a propriedade rústica “Valle das Flores”, ao Instituto Infante D. Afonso.[carece de fontes?]
O Conselheiro e General Luiz Augusto Pimentel Pinto foi o seu primeiro diretor (1900-1911), e Albertina Lopes de Assis Gonçalves foi a aluna nº 1.
Em 1919 tomou posse como director do Instituto o então tenente-coronel Frederico Ferreira de Simas.

### Evolução e Continuidade
Nos primeiros anos do século XX, foram ministrados no Instituto Infante D. Afonso o Ensino Primário, o Curso Normal e o Curso Complementar, assim como o Curso do Magistério Primário. Em paralelo, foram criados outros cursos: Contabilidade, Escrituração Comercial, Elementos de Telegrafia, Modista e Lavores. Faziam ainda parte do currículo o Francês, oLatim, a Higiene e a prática diária de Ginástica.[carece de fontes?]
Após a implantação da República, o Instituto D. Afonso mudou de designação por duas vezes: a 6 de novembro de 1910 passou a chamar-se Instituto Torre e Espada, e a 25 de maio de 1911, Instituto Feminino de Educação e Trabalho .
Adelaide Cabete (1867–1935), uma das “100 Figuras que moldaram o século” foi médica escolar, professora de Higiene e Puericultura, Anatomia e Fisiologia, dando ainda alguma educação sexual às alunas do Instituto Feminino de Educação e Trabalho.[carece de fontes?]
Em 1919 tomou posse como director do Instituto Arquivado em 22 de fevereiro de  2014, no Wayback Machine. o então tenente-coronel Frederico Ferreira de Simas, que se manteve no cargo durante 22 anos. Surgiram os cursos: Geral dos Liceus, Comercial, Auxiliares de Química, Precetoras, Economia Doméstica, Educação Moral e Cívica, e os cursos oficinais (bordados regionais, rendas de Peniche e tapetes deArraiolos).[carece de fontes?]
Pelo decreto-lei n.º 32615, de 31 de dezembro de 1942, foram aprovados os atuais Estatutos e a nova designação de Instituto de Odivelas. O Instituto passou a ser definido como “um estabelecimento destinado a educar e preparar para a vida prática indivíduos do sexo feminino” sob a égide da chamada Educação Nova. Deu-se uma alteração profunda na estrutura dos cursos, na orgânica interna, de acordo com a conjuntura política e social do Estado Novo. Assim, o Instituto de Odivelas foi equiparado a liceu normal e escola industrial e comercial.[carece de fontes?]
Entre 1945 e 1950, o Instituto de Odivelas sofreu obras profundas, dirigidas pelo engenheiro, instalando-se as alunas no Palácio dos Duques de Cadaval, em Lisboa.[carece de fontes?]
Nos anos 60 e 70, a Guerra do Ultramar (1961–1974) levou a um acréscimo do número de alunas acima das 400, mercê da participação de pais e de familiares nas campanhas militares em Angola, em Moçambique e na Guiné.[carece de fontes?]
Já em pleno período da democracia portuguesa, nos anos 80 e 90, e no âmbito da política externa, o Instituto de Odivelas recebeu alunas provenientes dos Países Africanos de Língua Oficial Portuguesa, ao abrigo de protocolos celebrados entre o Governo de Portugal e aqueles países onde se fala a língua de Camões.[carece de fontes?]
A 10 de fevereiro de 1982, o Instituto de Odivelas foi feito Membro-Honorário da Ordem Militar de Sant'Iago da Espada e a 14 de dezembro de 1999 foi feito Membro-Honorário da Ordem Militar de Avis. Em 2000, foi concedida ao instituto a insígnia da Ordem do Mérito Militar do Brasil pelo presidente Fernando Henrique Cardoso.
Por despacho do Chefe do Estado-Maior do Exército de 22 de abril de 1988, foi adotada a atual designação de Instituto de Odivelas (Infante D. Afonso).[carece de fontes?]

### Despacho de encerramento
Em março de 2012, o ministro da Defesa Nacional, José Pedro Aguiar-Branco, nomeou uma comissão para estudar a reestruturação das escolas militares não superiores - Instituto de Odivelas, Colégio Militar e Instituto dos Pupilos do Exército, com o objetivo de reduzir custos, aumentar eficiências na oferta educativa, aumentar a captação de novos alunos e promover a igualdade de género.
Em abril de 2013, por despacho do ministro, foi determinado o encerramento do Instituto de Odivelas no final do ano letivo de 2014/2015, acompanhado de uma reforma profunda do Colégio Militar já no início do ano letivo de 2013/2014. Este despacho foi contestado publicamente pelas associações de antigos alunos e de pais e encarregados de educação do Instituto de Odivelas e do Colégio Militar, por temerem a descaracterização das instituições, o fim de tradições centenárias, o fim do ensino diferenciado por género e a queda nos rankings escolares.O ministro respondeu aos pais por carta, reafirmando o investimento e a confiança no ensino público militar não superior.
Em setembro de 2013, cumprindo o despacho, o Instituto de Odivelas não admitiu novas alunas para o 5.º ano nem novas alunas internas para outros anos. Por seu lado, o Colégio Militar, pela primeira vez na sua história, admitiu alunos do sexo feminino em regime de externato, passando a ser uma escola mista. Foi também aberto concurso para um edifício de internato feminino no interior do Colégio Militar, que começou a funcionar no ano letivo de 2015/2016, para que possa receber as alunas internas do Instituto de Odivelas que se queiram transferir, bem como novas alunas internas.

## Fotogaleria

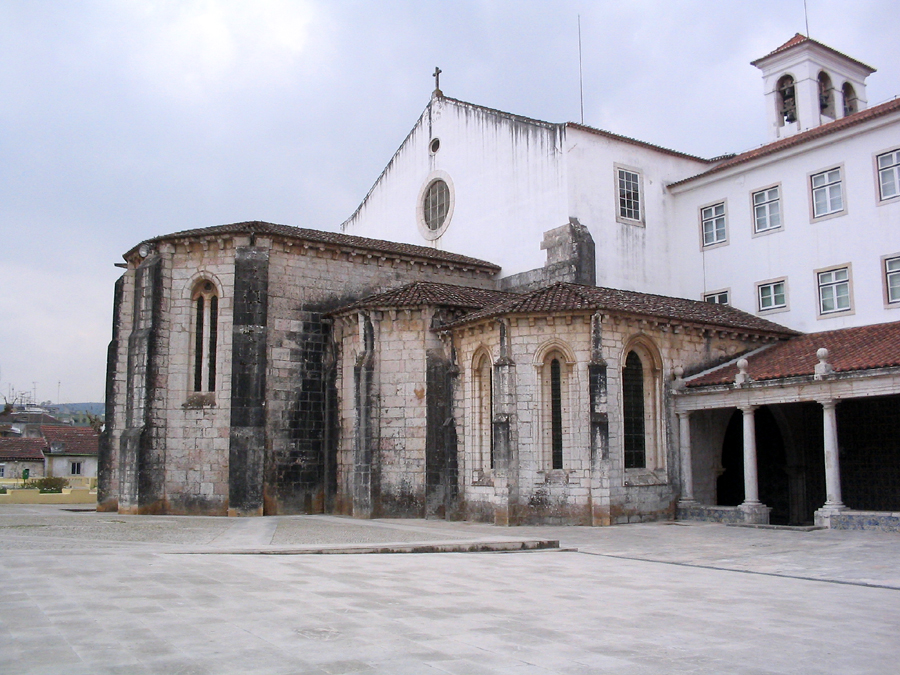
Mosteiro de São Dinis.

## Antigas Alunas
A Associação das Antigas Alunas do Instituto de Odivelas (AAAIO) é a mais antiga associação feminina de Portugal, criada em 1919 por iniciativa do então diretor do instituto, Coronel Ferreira de Simas.[carece de fontes?]

## Alunas Pioneiras
Passaram pelo Instituto de Odivelas mulheres portuguesas que foram pioneiras nas suas áreas de trabalho, incluindo:
- Isabel Gago (1913-2012), primeira mulher portuguesa formada em Engenheira Química[18]
- Paula Costa, primeira mulher portuguesa piloto da Força Aérea[18]
- Maria Isabel Joglar, primeira mulher portuguesa praticante da modalidade olímpica de tiro de pistola[18]
- Maria João Rolo Duarte, primeira repórter desportiva portuguesa[18]
- Julieta Espírito Santo, primeira médica são-tomense[18]
- Ana Maria Lobo, cofundadora e primeira presidente da Associação Portuguesa de Mulheres Cientistas[18]
- Maria Antónia Luna Andermatt (1926-2013), fundadora da Companhia Portuguesa de Bailado e depois a Companhia Nacional de Bailado[18][19]
- Rosa Lobato Faria, actriz, escritora e compositora[18]
- Ana Paula Padrão, actriz.